# Віндзор (селище, Нью-Йорк)
Віндзор (англ. Windsor) — селище (англ. village) в США, в окрузі Брум штату Нью-Йорк. Населення — 907 осіб (2020).

## Географія
Віндзор розташований за координатами 42°4′38″ пн. ш. 75°38′26″ зх. д. / 42.07722° пн. ш. 75.64056° зх. д. (42.077246, -75.640515).  За даними Бюро перепису населення США в 2010 році селище мало площу 3,02 км², з яких 2,84 км² — суходіл та 0,19 км² — водойми.

## Демографія
Згідно з переписом 2010 року, у селищі мешкало 916 осіб у 376 домогосподарствах у складі 244 родин. Густота населення становила 303 особи/км².  Було 417 помешкань (138/км²).
Расовий склад населення:
| - 96,7 % — білих - 0,5 % — чорних або афроамериканців - 0,5 % — азіатів - 0,3 % — корінних американців |

До двох чи більше рас належало 1,6 %. Частка іспаномовних становила 1,2 % від усіх жителів.
За віковим діапазоном населення розподілялося таким чином: 25,8 % — особи молодші 18 років, 57,4 % — особи у віці 18—64 років, 16,8 % — особи у віці 65 років та старші. Медіана віку мешканця становила 39,1 року. На 100 осіб жіночої статі у селищі припадало 92,4 чоловіків;  на 100 жінок у віці від 18 років та старших — 84,3 чоловіків також старших 18 років.
Середній дохід на одне домашнє господарство  становив 69 512 долари США (медіана — 60 536), а середній дохід на одну сім'ю — 75 445 доларів (медіана — 64 125). За межею бідності перебувало 8,2 % осіб, у тому числі 13,8 % дітей у віці до 18 років та 1,4 % осіб у віці 65 років та старших.
Цивільне працевлаштоване населення становило 475 осіб. Основні галузі зайнятості: освіта, охорона здоров'я та соціальна допомога — 31,6 %, виробництво — 16,4 %, роздрібна торгівля — 14,1 %.